# Велио, Иван Осипович
Барон Иван Осипович Велио (6 октября 1830 — 30 января 1899) — государственный деятель Российской империи, директор почтового департамента в 1868—1880 годах, действительный тайный советник.

## Биография
Родился в Царском селе. Сын царскосельского коменданта, генерала от кавалерии Осипа Осиповича Велио (1795—1867) от брака с Екатериной Ивановной Альбрехт (1795—1884). По отцу — внук придворного банкира О. П. Велио; по матери был потомком Романа Брюса. С рождения принадлежал к римско-католическому вероисповеданию.
Воспитывался в Александровском лицее. По окончании курса в 1847 году поступил на службу в Министерство иностранных дел и состоял старшим секретарём при миссиях в Дрездене (с 1854) и Брюсселе (с 1858).
В начале 1860-х годов Велио вернулся в Россию и вскоре был назначен херсонским вице-губернатором (1861), затем исполнял должность бессарабского губернатора (1862). В 1863 году назначен одесским градоначальником, а в 1865 году — симбирским губернатором. Был избран почётным гражданином Симбирска (1866).
В конце 1866 года Велио был назначен директором департамента полиции исполнительной, в 1868 — директором почтового департамента. За 12 лет его управления этим департаментом в почтовом деле совершены значительные перемены. Обновив служебный персонал, Велио прежде всего установил ежедневный прием и выдачу корреспонденции вместо прежних двух раз в неделю. Доставка на дом городской корреспонденции, практиковавшаяся только в Петербурге, Москве, Варшаве и Казани, введена во всех местах, где существовали почтовые учреждения. Были образованы вспомогательные земские почты; в среднеазиатских владениях — почтовые учреждения по русскому образцу. В Восточной Сибири было устроено почтовое сообщение по рекам Амуру и Уссури, до Владивостока и Новгородского поста, на Тихом океане. С 1868 по 1874 г. перевозка почты была открыта на 35 линиях железных дорог. Отправление почты в губернских городах Европейской России установлено ежедневное, а в некоторых и по два раза в день. Установлены были соглашения с пароходными компаниями по Волге, Каме, Оке, Неману, Днепру, Шексне и другим рекам. Были составлены подробные почтовые указатели и руководства; введены открытые письма, заказные и ценные пакеты.
В 1874 году Велио, в качестве русского уполномоченного, ездил в Берн на первый Всемирный почтовый конгресс, на котором Россия примкнула к Всемирному почтовому союзу. В целях лучшей организации почтового дела Велио лично посетил самые отдаленные пункты империи, например, Туркестан и Приамурский край. В 1880 году Велио был поставлен во главе вновь образованного Департамента полиции, в 1881 — назначен сенатором, а 14 мая 1896 года — членом Государственного совета.

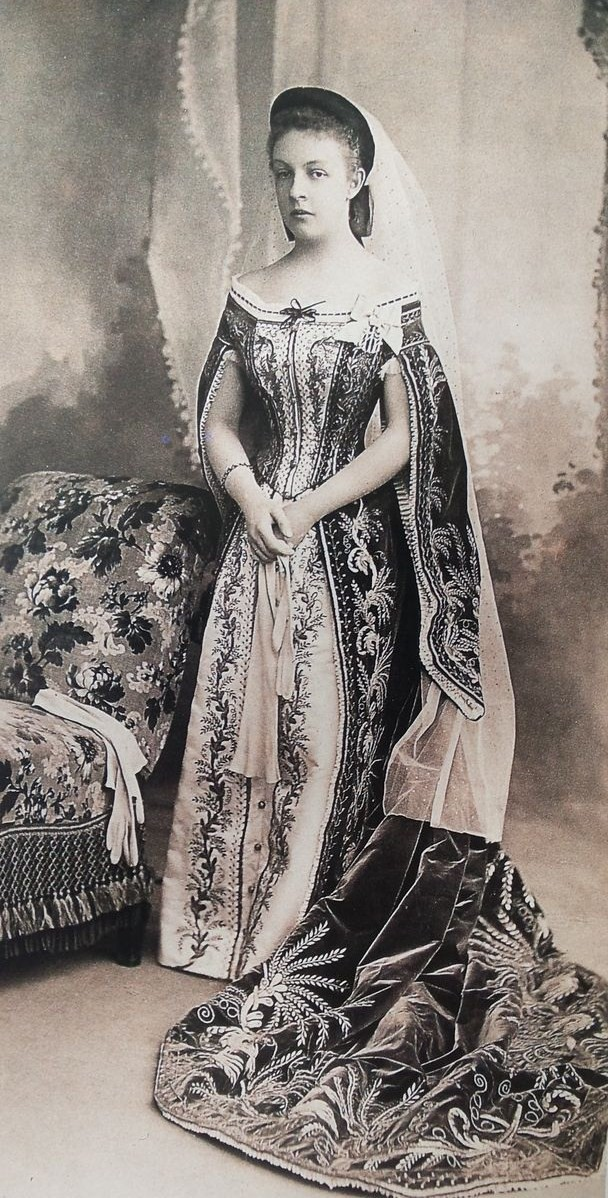
Мария Ивановна Велио в придворном платье (1894)

Скончался в 1899 году и был похоронен в Петербурге, возможно, в семейном склепе на Смоленском евангелическом кладбище. По оценке А. А. Половцова, барон Велио «всегда был безукоризненно честен, добивался введения лучших порядков и преследовал злоупотребления во время управления почтовым ведомством; его упрекали лишь в некоторой грубости форм при сношениях с подчиненными». Имя Велио (Veillot) неоднократно встречается в письмах и стихах А. К. Толстого; поэт негодовал на него за перлюстрацию корреспонденции и высмеивал за плохую работу почты.

## Семья
Жена —  Мария Максимовна фон Рейтерн (1851—25 апреля 1918, Петроград), приходилась мужу двоюродной племянницей по материнской линии; дочь генерал-лейтенанта М. М. Рейтерна. В браке имели детей:
- Владимир (1877—1961), генерал-майор, участник Белого движения в составе Северо-Западной армии. В эмиграции в Бельгии, с 1954 года в США. Скончался в Нью-Йорке.
- Елена (1874— ?)
- Мария (1875—после 1930), фрейлина императриц Марии Фёдоровны и Александры Фёдоровны. После революции осталась в России. Умерла в ссылке.

## Награды
- Орден Святого Станислава 2-й степени (август 1856)
- Орден Святой Анны 2-й степени (апрель 1858)
- Императорская корона к ордену Святой Анны 2-й степени (декабрь 1859)
- Орден Святого Владимира 3-й степени (30 августа 1861)
- Орден Святого Станислава 1-й степени (4 апреля 1865)
- Орден Святой Анны 1-й степени (17 апреля 1867)
- Орден Святого Владимира 2-й степени (1 января 1870)
- Орден Белого орла (30 августа 1872)
- Золотая табакерка, украшенная бриллиантами, с портретом Его Императорского Величества (1878)
- Орден Святого Александра Невского (17 августа 1880),
- Бриллиантовые знаки к ордену Святого Александра Невского (7 июня 1896)
- Тёмно-бронзовая медаль «В память войны 1853—1856» (1856)

Иностранные:
- Саксонский орден Альбрехта, командорский крест (апрель 1858)
- Бельгийский орден Леопольда I, командорский крест (ноябрь 1861)
- Турецкий орден Меджидие 2-й степени (19 марта 1864)
- Прусский орден Красного орла 1-й степени (1872)
- Датский орден Данеброг, большой крест (1872)
- Французский орден Почётного легиона, большой офицерский крест (1873)
- Алмазные знаки к прусскому ордену Красного орла 1-й степени (1890)

## Память
- В 2010 году Министерство связи России выпустило художественный маркированный конверт «Ульяновская область. Иван Осипович фон Велио 1830 - 1899, директор Почтового департамента России с 1868 по 1880 гг.»[6].